# The Wheel of Life (1929)
The Wheel of Life is een Amerikaanse dramafilm uit 1929 onder regie van Victor Schertzinger.

## Verhaal
De Britse kapitein Leslie Yeullat wordt verliefd op Ruth Dangan, de vrouw van zijn bevelhebbende officier. Om haar te vergeten neemt hij ontslag uit het leger en hij vertrekt als burger naar Brits-Indië. Hun wegen kruisen elkaar opnieuw, wanneer hij Ruth uit een boeddhistisch klooster moet redden tijdens een opstand van de plaatselijke bevolking.

## Rolverdeling
| Acteur           | Personage               |
| ---------------- | ----------------------- |
| Richard Dix      | Kapitein Leslie Yeullet |
| Esther Ralston   | Ruth Dangan             |
| O.P. Heggie      | Kolonel John Dangan     |
| Arthur Hoyt      | George Faraker          |
| Myrtle Stedman   | Mevrouw Faraker         |
| Larry Steers     | Majoor                  |
| Regis Toomey     | Luitenant MacLaren      |
| Nigel De Brulier | Tsering Lama            |